# Teofil Klonowski
Teofil Klonowski (ur. 17 maja 1805 w Wilkowie Polskim, zm. 30 września 1876 w Rawiczu) – polski kompozytor i pedagog.

## Życiorys
Był absolwentem Seminarium Nauczycielskiego w Poznaniu (pracował tam później od 1847 do 1875), a potem studiował w Instytucie Muzycznym w Berlinie (do 1835). Działał w Towarzystwie Harmonia w Poznaniu oraz w poznańskim Towarzystwie Przyjaciół Muzyki.

## Twórczość
Był autorem m.in. czterogłosowego opracowania pieśni Gaude Mater Polonia i melodii kolędy Bracia, patrzcie jeno. W 1848 napisał i wydał w Poznaniu Pieśni i piosneczki szkolne z melodiami na 2, 3 i 4 głosy (serię drugą i trzecią wydał w 1854 i 1860). W 1874 ukazał się jego Śpiewak Wielkopolski. Pięćdziesiąt kwartetów męskich, a w 1872 Pięćdziesiąt śpiewów religijnych na cztery męskie głosy. Komponował też utwory na fortepian (marsze, polonezy). W 1831 wydał część tego rodzaju utworów o tematyce związanej z powstaniem listopadowym.